# Офтершванг
Офтершванг (њем. Ofterschwang) општина је у њемачкој савезној држави Баварска. Једно је од 28 општинских средишта округа Обералгој. Према процјени из 2010. у општини је живјело 2.047 становника. Посједује регионалну шифру (AGS) 9780134.

## Географски и демографски подаци
Офтершванг се налази у савезној држави Баварска у округу Обералгој. Општина се налази на надморској висини од 864 метра. Површина општине износи 19,5 km². У самом мјесту је, према процјени из 2010. године, живјело 2.047 становника. Просјечна густина становништва износи 105 становника/km².

## Међународна сарадња
| Мјесто | Држава     | Врста сарадње | Од    |
| ------ | ---------- | ------------- | ----- |
|        | Швајцарска | партнерство   | 1995. |
| Извор  |            |               |       |